# Necmettin Erbakan
Necmettin Erbakan (Sinope, 29 ottobre 1926 – Ankara, 27 febbraio 2011) è stato un politico turco.
È stato Primo ministro dal 28 giugno 1996 al 30 giugno 1997.

## Biografia
Erbakan nacque a Sinope, sulla costa del Mar Nero, nel nord della Turchia. Suo padre Mehmet era giudice della prestigiosa famiglia Kozanoğlu originaria della Cilicia, mentre la madre era originaria di Sinope e la seconda moglie di Mehmet Sabri.
Dopo gli studi superiori a Istanbul, si laureò presso la Facoltà di Ingegneria Meccanica presso l'Università tecnica di Istanbul nel 1948 e conseguì un dottorato di ricerca in ingegneria meccanica presso l'Università Tecnica di Aquisgrana. Dopo il ritorno in Turchia, Erbakan divenne docente presso l'Università tecnica di Istanbul e venne nominato professore nel 1965 presso la stessa università. Dopo aver lavorato per qualche tempo in posizioni di rilievo nel settore, passò alla politica venendo eletto deputato a Konya nel 1969. Fu membro della congregazione di İskenderpaşa, una comunità sufi appartenente alla confraternita naqshbandi, dalla quale provennero molti dei primi membri dei suoi partiti. L'esperienza politica di Erbakan fu avviata con il benestare di Mehmet Zahit Koktu, una delle principali figure di riferimento della congregazione di İskenderpaşa.
Nel 1970 fondò la sua prima formazione politica, il Partito dell'Ordine Nazionale, membro del Millî Görüş, che fu vietato nel 1971. Nel 1972 fondò, insieme a vecchi dirigenti del Partito dell'Ordine Nazionale, il Partito di Salvezza Nazionale. Fu sotto i colori di questa formazione che Erbakan fu vice-Primo ministro in tre diverse coalizioni dal 1974 al 1978.
In seguito al colpo di Stato militare del 12 settembre 1980 fu arrestato e gli fu notificato nel 1982 il divieto di esercitare attività politiche nel corso dei dieci anni che seguirono. Tale divieto gli fu tolto nel 1987. Lo stesso anno Erbakan fu eletto Presidente del Partito del Benessere, sotto i cui colori fu Primo ministro tra il 1996 e il 1997.
Il 30 giugno 1997 si dimise su pressione dei militari; il RP fu allora vietato e Erbakan si vide notificare un nuovo divieto di svolgere attività politica per cinque anni. In seguito Necmettin Erbakan è stato componente del Partito della Felicità. È deceduto nel febbraio 2011 all'età di 84 anni, dopo che era stato ricoverato a gennaio per un'infezione. Erbakan è stato sepolto nel cimitero di Merkezefendi a Istanbul.
Le formazioni politiche a cui Erbakan prese parte erano tutte accomunate da alcune caratteristiche: la più importante era una visione dell'Islam in senso politico, vissuto non come una questione personale, come sostenuto da Atatürk, ma come una religione presente non solo nelle scelte quotidiane, ma anche in quelle politiche. Un ritorno a un Islam puro, con le sue regole, valori e ruoli. Le idee di Erbakan, approfondite nei suoi libri, furono esposte nel programma del Millî Görüş ("Visione nazionale"). Dopo un periodo, quello kemalista, in cui la Turchia si era avvicinata sensibilmente all'Europa e all'Occidente, Erbakan teorizzò un nuovo percorso che la riavvicinasse alla sua identità islamica e ottomana.